# Падинский
Пади́нский — посёлок в Георгиевском районе (городском округе) Ставропольского края Российской Федерации. 

## Варианты названия
- Второе отделение свх. Ульяновский[2].

## География
Расстояние до краевого центра: 127 км.
Расстояние до районного центра: 30 км.

## История
В 1964 году Указом Президиума ВС РСФСР посёлок Второе отделение совхоза «Ульяновский» переименован в Падинский.
До 2017 года посёлок был административным центром упразднённого Крутоярского сельсовета.

## Население
| 1989 | 2002 | 2010  | 2014  | 2021  | 2023  |
| ---- | ---- | ----- | ----- | ----- | ----- |
| 1008 | ↘972 | ↗1099 | ↗1100 | ↘1079 | ↗1100 |

По данным переписи 2002 года, 81 % населения — русские.

## Инфраструктура
Дом культуры, фельдшерско-акушерский пункт, детский сад № 12 «Ивушка», средняя общеобразовательная школа № 27.

## Экономика
Сельхозпредприятие «Урожайное» — производство зерна и других сельскохозяйственных продуктов.

## Памятники
Памятник воинам, погибшим в годы Великой Отечественной войны 1941—1945 годов у здания администрации и дома культуры.